# Digital Trends
Digital Trends es un sitio web de noticias tecnológicas, estilo de vida e información con sede en Portland, Oregón, que publica noticias, reseñas, guías, artículos instructivos, videos descriptivos y pódcasts sobre tecnología y productos electrónicos de consumo. Con oficinas en Portland, Oregón, la ciudad de Nueva York, Chicago y otras ubicaciones, Digital Trends es operado por Digital Trends Media Group, una empresa de medios que también publica Digital Trends Español, que se enfoca en los hispanohablantes de todo el mundo, y un sitio de estilo de vida para hombres, The Manual.
El sitio ofrece reseñas e información sobre una amplia gama de productos que han sido moldeados por la tecnología. Eso incluye productos electrónicos de consumo como teléfonos inteligentes, videojuegos y sistemas, computadoras portátiles, PC y periféricos, televisores, sistemas de cine en casa, cámaras digitales, cámaras de video, tabletas y más.
Según el proveedor de análisis web de terceros SimilarWeb, el sitio recibió más de 40 millones de visitas por mes a partir de junio de 2018. De 2014 a 2021, el equipo editorial de Digital Trends estuvo dirigido por el editor en jefe Jeremy Kaplan y guiado por los cofundadores Ian Bell y Dan Gaul. Kaplan abandonó el sitio en mayo de 2021. en mayo de 2021. La página Acerca de nosotros del sitio web enumera al ex-editor de la Sección Móvil, Andrew Martonik, como "editor en jefe interino".

## Historia
Ian Bell y Dan Gaul fundaron Digital Trends en junio de 2006 en Lake Oswego, Oregón.
En mayo de 2009, Digital Trends trasladó su sede del lago Oswego a la U.S. Bancorp Tower en el centro de Portland, Oregón. La empresa abrió una segunda oficina en la ciudad de Nueva York en 2012. Digital Trends es una corporación de propiedad y financiación privada. Digital Trends en Español, una versión en español del sitio que ofrece reportajes originales centrados en los consumidores de habla hispana de todo el mundo, se lanzó en diciembre de 2014. El editor en jefe Juan García lidera un equipo internacional de profesionales experimentados, entre ellos Milenka Pena, nominado al premio Emmy y ganador del premio Silver Done, que trabaja como editor de noticias para el sitio en español.
Digital Trends experimentó un aumento en la popularidad en los últimos años; el sitio afirmó un aumento del 100 por ciento en el tráfico en septiembre de 2015, llegando a más de 24 millones de lectores únicos en todo el mundo y más de 13 millones de lectores en EE. UU. Actualmente llega a aproximadamente 30 millones de lectores por mes que ven más de 100 millones de páginas.
Además del crecimiento, 2015 vio una serie de cambios para Digital Trends. El sitio amplió su programa de premios para incluir varias ferias comerciales internacionales, incluido el Mobile World Congress en Barcelona e IFA en Berlín. También lanzó su primer premio al auto del año y los premios Smart Home, lo que subraya la creciente inversión del sitio en estas áreas. La compañía también lanzó DT Design, una agencia de publicidad creativa interna, para enfocarse en contenido de marca y unidades publicitarias de alto impacto.
A fines del verano de 2016, Re/Code informó sobre un acuerdo con Conde Nast para adquirir Digital Trends por $ 120 millones, y señaló que se espera que el sitio genere $ 30 millones en ingresos este año y alrededor de $ 6 millones en ganancias. Bell negó que su empresa estuviera en conversaciones, pero reconoció que "los posibles compradores se acercan periódicamente a la empresa". Digiday también escribió sobre el acuerdo, comparando el tráfico del sitio con "propiedades como la red Purch, CNET y The Verge, y por delante de USA Today Tech, Yahoo! Tech y Tech Insider de Business Insider". En 2018, el ejecutivo de Facebook Bob Gruters se unió a Digital Trends como su CRO. En junio de 2020, a medida que las tendencias digitales publicaron las declaraciones de apoyo de Black Lives Matter, los empleados observaron sesgos raciales en una fiesta de "Gin and Juice" en 2018 y hostigamiento en una fiesta de vacaciones de 2017. El director ejecutivo Ian Bell señaló: "No soy un defensor de la cultura de cancelación". En 2020, el alcalde de Gresham, Oregón, Travis Stovall, se unió a la junta directiva de Digital Trends.
A partir de 2021, Digital Trends construyó su negocio de publicidad en torno a los datos, incluida la segmentación de audiencia basada en la intención. La empresa se asoció con Valnet, la empresa matriz de Screen Rant, para agrupar recursos y dirigirse a audiencias de noticias más amplias.